# Argentière (grupa górska)
Argentière – grupa górska w Masywie Mont Blanc, położona na styku trzech państw: Francji (departament Górna Sabaudia), Szwajcarii (kanton Valais) i Włoch (region Dolina Aosty).
Na zachód od grupy znajduje się francuska dolina Vallée de Chamonix, a na wschód doliny: szwajcarska Val Ferret i włoska Val Ferret.

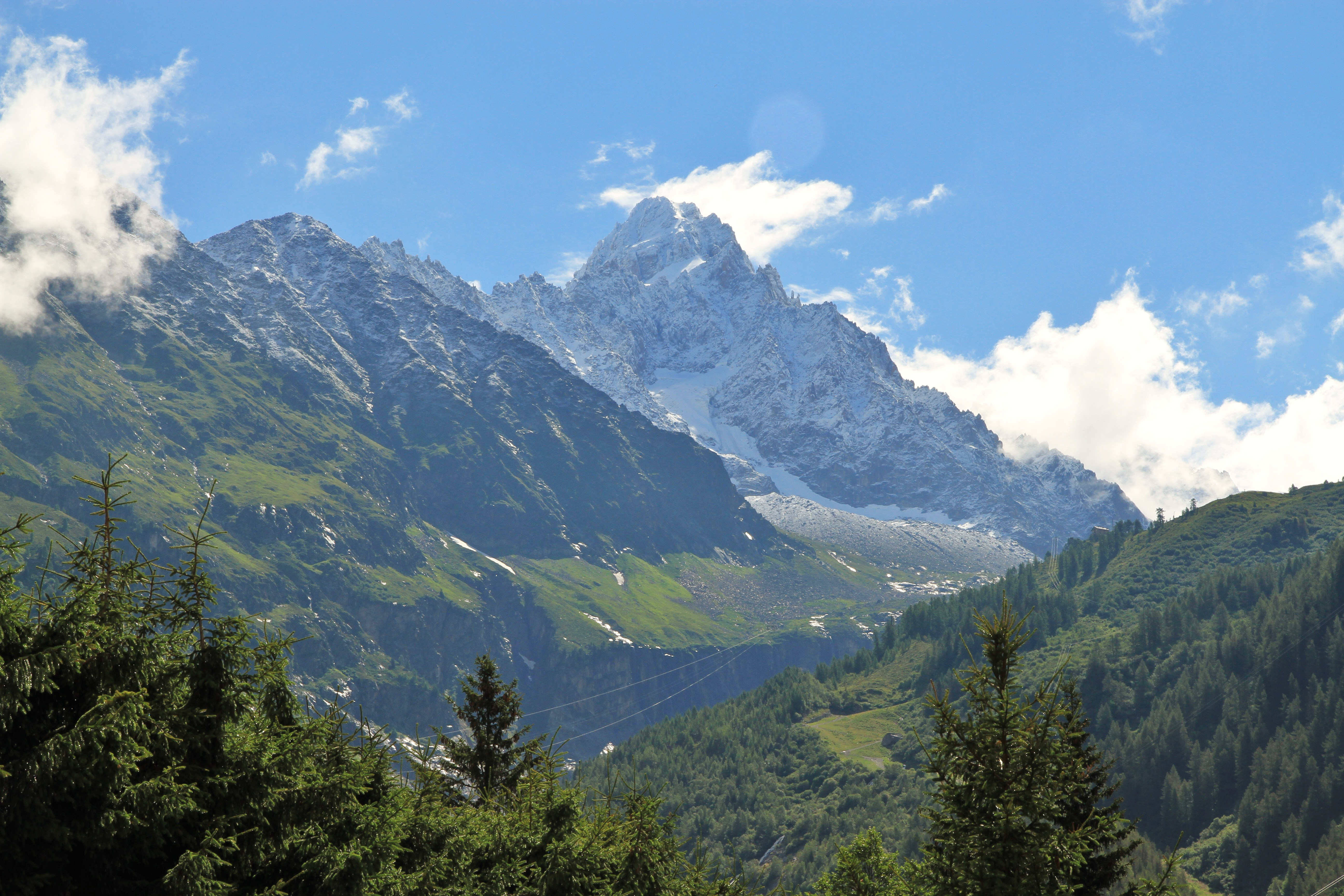
Aiguille du Chardonnet widziany z miejscowości Argentière

Od znajdującej się na północy w Masywie Mont Blanc grupy górskiej Trient oddziela ją, leżąca na granicy szwajcarsko-francuskiej, przełęcz Fenètre du Tour (3335 m). Stąd na południe, wzdłuż granicy szwajcarsko-francuskiej, prowadzi grań m.in. ze szczytami: Aiguille du Chardonnet (3824 m, szczyt leżący w niewielkiej bocznej, zachodniej grani, ok. 500 m od grani głównej), Aiguille d’Argentière (3902 m) i Aiguille de l’A Neuve (3753 m). Z tego ostatniego szczytu odchodzi na wschód grań boczna ze szczytami Grande Lui (3509 m) i Grand Darray (3514 m). Dalej grań główna idzie na południe wzdłuż granicy szwajcarsko-francuskiej. Znajdują się tu m.in. szczyty: Tour Noir (3836 m), Pointe Kurz i Aiguille de l’Amone (3680 m i 3584 m, najwyższe turnie w grani Aiguilles Rouges du Dolent) i Mont Dolent (3820 m). W pobliżu Mont Dolent (dokładnie: w  rozwidleniu grani ok. 120 m na północny zachód od wierzchołka, 3752 m n.p.m.) znajduje się punkt styku trzech państw. Grań główna rozdziela się tu:
- na południowy wschód idzie grań stanowiąca granicę szwajcarsko-włoską. Znajdują się tu m.in. szczyty Mont Grapillon (3576 m), Petit Grapillon (3374 m), Mont Allobrogia (3171 m) i Tête de Ferret (2714 m). Grań dochodzi do przełęczy Col du Grand Ferret (2543 m), za którą znajdują się Alpy Pennińskie.
- na południowy zachód idzie grań stanowiąca granicę francusko-włoską. Znajduje się tu szczyt Pointe de Prè de Bar (3658 m), za którym jest przełęcz Col du Mont Dolent (3485 m). Oddziela ona grupę Argentière od następnej grupy górskiej w Masywie Mont Blanc – Triolet-Verte[2][4][5][6].

Na północnych zboczach grupy Argentière znajdują się lodowce: Glacier du Tour i Glacier de Saleina, na zachodnich: Glacier de Argentière, Glacier du Tour Noir, Glacier des Amêtthystes, Glacier des Rouges du Dolent, a na wschodnich Glacier de  l’A Neuve i Glacier du Dolent.

## Przypisy

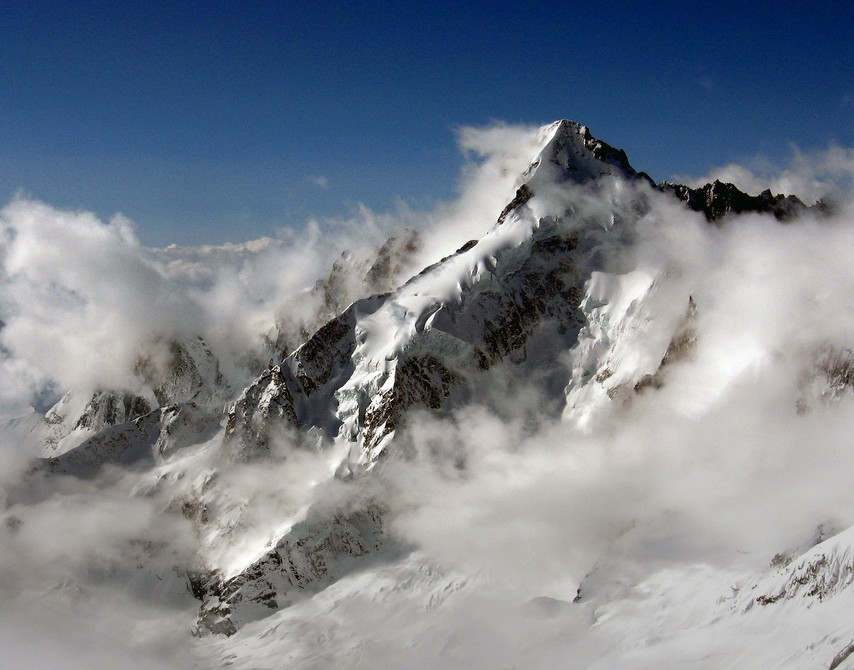
Mont Dolent